# ジョーン・フィールド
ジョーン・フィールド（Joan Field、1915年4月28日 - 1988年3月18日）は、アメリカのヴァイオリン奏者。
ニュージャージー州ロングブランチの生まれ。
5歳からヴァイオリンを始め、フランツ・クナイゼル、アルバート・スポールディング、ミシェル・ピアストロらに師事。その後、パリ音楽院ではマルセル・シャイエのクラスに入り、ジャック・ティボーやジョルジェ・エネスクらの指導も受けた。
1934年にニューヨークのタウン・ホールでデビューを飾り、アメリカ各地のオーケストラに客演を果たした。
1937年にはホワイトハウスでルーズベルト大統領臨席によるリサイタルを成功させている。
また、第二次世界大戦中のバレエ・リュス・ド・モンテカルロのアメリカ公演ではコンサートミストレスを務めた。
1965年に演奏活動から引退し、フロリダ州マイアミビーチで没。